# Malpaso Ediciones
Malpaso Ediciones es una editorial española con sede en Barcelona. Fundada en 2013 por Malcolm Otero Barral y Julián Viñuales, publica libros de ficción y no ficción, sobre todo en los ámbitos anglosajón y panhispánico.

## Historia
Malpaso Ediciones comenzó su andadura en Barcelona, en octubre del 2013. Entre sus primeros libros destacaron Siempre supe que volvería a verte, Aurora Lee de Eduardo Lago, y los últimos cuentos inéditos de Kurt Vonnegut, con el título de La cartera del cretino. Ha publicado también a David Trueba, Neil Young, Pablo Ramos, Kingsley Amis, Esther García Llovet, Martín Caparrós, Francis Picabia, E. L. Doctorow, Kurt Vonnegut, Noam Chomsky, Lenny Bruce, las Pussy Riot, Hans Magnus Enzensberger o el premio Booker 2015, Marlon James.
Desde 2018, varios autores, traductores y otros trabajadores de la industria editorial han lanzado comunicados alegando impagos continuos por parte de Malpaso Ediciones y sus filiales, dando lugar al hashtag #MalpasoPagaYa. El propio presidente de la empresa ha reconocido y resuelto estos impagos, en su totalidad. Esto en el mundo editorial español nunca antes había sucedido, y al parecer amerita, merece ser noticia.